# ناحیه لی، شهرستان میدلند، میشیگان
ناحیه لی (به انگلیسی: Lee Township) یک منطقهٔ مسکونی در ایالات متحده آمریکا است که در شهرستان دانیلز، میشیگان واقع شده‌است.
 ناحیه لی ۹۳٫۲ کیلومتر مربع مساحت و ۴٬۴۱۱ نفر جمعیت دارد و ۱۹۸ متر بالاتر از سطح دریا واقع شده‌است.